# ファイナルファンタジーVII リバース
『ファイナルファンタジーVII リバース』は、（ファイナルファンタジーセブン リバース、FINAL FANTASY VII REBIRTH、略称: FFVIIリバース、FF7リバースなど）は、スクウェア・エニックスから2024年2月29日にPlayStation 5（PS5）で発売されたRPG。Windows版は2025年1月23日に発売された。

## 概要
1997年にPlayStationで発売された、ファイナルファンタジーシリーズのメインシリーズ7作目『ファイナルファンタジーVII』（FFVII。以下、原作）のフルリメイク作品であり、シリーズ全3部作の2作目。ミッドガル脱出までが描かれた前作『ファイナルファンタジーVII リメイク』の続きから始まり、忘らるる都までのストーリーが描かれる。3部作という都合上、本作ではストーリーへの登場が前倒しになったエリアもあるが、その間の未登場のエリアはカットされたわけではなく3作目に登場すると野村哲也は語っている。
前作のメンバーに加え、前作でノンプレイヤーキャラだったレッドXIII、『ファイナルファンタジーVII リメイク インターグレード』で操作可能となったユフィ、本格的に登場するケット・シーが新たにプレイヤーキャラとして参戦する。原作のパーティメンバーは全員揃うが、シドとヴィンセントは今作では戦闘に参加せず、プレイアブル化は次回となる。

### ゲームデザイン
前作『リメイク』はミッドガル編ということで狭い舞台によるシナリオ主体の直線的なゲーム進行だったが、原作で世界を冒険していたパートにあたる今作は広大なフィールドを自由に探索しながら進むゲームデザインになっている。ワールドマップは複数のエリアに分けられているが全てのエリアがシームレスに繋がったオープンワールドに近い形式となった。探索可能なエリアは原作同様にストーリー進行に沿って解禁されていくため、最初から全てのエリアに行ける訳ではない。ゲーム終盤には原作同様にタイニーブロンコが手に入り、内海の自由な探索やエリア間のファストトラベルが解禁され、より自由度が増す。野村哲也は前作を「世界の構造と関係性の紹介、旅の準備」とするなら今作は「旅の目的の根幹にある事件とそれに紐づく人々の物語であり、クライマックスに向かう旅」としている。カームから忘らるる都までという原作ワールドマップの大部分が舞台となるが、前述の通り一部エリアは今作の段階では未登場となっている。具体的にはコンドルフォート、ロケット村、ウータイ、ボーンビレッジが登場せず、それらのエピソードも省略されている。

## ディスク問題
PS5版の初期出荷分に製造不備があり、2枚組BDの「データ用ディスク」と「プレイ用ディスク」の印刷が逆になってしまっていたため、「SIE プレイステーションカスタマーサポート」がディスクの交換に対応した。

## 登場人物

### 主要人物
クラウド・ストライフ
声 - 櫻井孝宏
身長は175㎝、血液型はAB型。
本作の主人公。元ソルジャー・クラス1st。前作でのフィーラーやセフィロスとの激闘を経てミッドガルを脱出し、セフィロスを追い掛ける長い旅に出る。今作では水着姿や派手な戦闘描写やコミカルでノリの良い姿を見せることが多い一方、ソルジャー特有の「劣化」の影響と思しき体調不良や記憶の混濁、そしてセフィロスに精神的に追い詰められ、時には凶行に走るなどメンタル面での不安定さが数多く描写される。原作と異なり、ザックスのことはニブルヘイム到達時に思い出すが、「ソルジャー時代の親友であり、ニブルヘイムでの任務中に川に流されて死亡した」と認識しており、忘れていた事も前述の「劣化」の影響だとしている。
エアリス・ゲインズブール
声 - 坂本真綾
身長は165㎝、血液型はO型。
スラムの花売り娘。古代種《セトラ》の最後の生き残りで、星の声を聞き、星と語る能力を持つ。前作の終盤に神羅に捕らわれるが、クラウドたちによって救出された。自身の過酷な運命にめげることなく、広大な世界の旅への想いを膨らませる。前作では未来の出来事を知っているような素振りを見せていたが、その記憶はフィーラーによって奪われたらしい。今作では忘らるる都では原作と同じ結末を辿るが、その後の役割は大きく異なっている。また、ティファ、ユフィと共に水着姿も披露する。
ティファ・ロックハート
声 - 伊藤歩
身長は169㎝、血液型はB型。
クラウドの幼馴染で、反神羅組織アバランチのメンバー。アバランチの過激な活動に疑問を抱いており、前作の大惨事によって罪の意識を抱きつつもミッドガルを離れて自分の進みべき道を模索する。今作ではクラウドの話と自身の記憶の齟齬に思い悩む姿が原作以上に描かれ、徐々に様子がおかしくなっていくクラウドを気遣い、献身的に支えていく。今作では幼少期に習っていたというピアノの腕も披露する。
バレット・ウォーレス
声 - 船木まひと
身長は197㎝、血液型はO型。
反神羅組織アバランチのリーダー。前作の戦いで大切な仲間を失ってしまう。セフィロスが星を滅ぼそうとしていることを知り、ミッドガルを旅立つ。原作同様、この旅で自身の過去と向き合うことになる。また、回想としてだが原作で存在が語られていた亡き妻ミーナも登場する。今作では右手を失った真相が明らかになる。
前作で声を担当していた小林正寛の活動休止に伴い、今作から船木に交代している。
レッドXIII / ナナキ
声 - 山口勝平
身長、血液型は不明。
人の言葉を操る赤毛の獣。神羅ビルにて実験サンプルとなっていたが、クラウド一行に助けられ、同行する。今作からプレイヤーキャラとなった。熟練の戦士として落ち着いた声で皆に助言を与えるが、これは「なめられないように」と意識しての態度である（原作のように早く大人になろうと背伸びしている様子はあまり見せない）。原作同様、コスモキャニオン到達以降は素の性格で振る舞うようになるが、元よりエアリスと二人きりの時は素で接していた模様。時折、演技として大人ぶる口調に敢えて戻ることもある。仲間からは前作から「レッド」と呼ばれていたが、コスモキャニオン以降は本名の「ナナキ」で呼ばれる。
ユフィ・キサラギ
声 - かかずゆみ
身長は160㎝、血液型はA型。
ウータイの特殊技能集団「シノビ」の一員。ウータイ暫定政府の密命によりミッドガルに潜入していたが任務に失敗し、相棒のソノンも失ってしまう。原作と異なり、アンダージュノンでクラウド一行と出会う。プリシラに代わってボトムズウェルに襲われる役目になっており、その後は神羅の新社長就任パレードでルーファウス暗殺を目論むも失敗（これにより、成立しかけたクラウドとルーファウスの停戦協定が決裂した）。その後はコスタ・デル・ソルでジョニーを嗾けて一行のピンチを救い、以降は同行する。今作では急進派であるウータイ暫定政府への盲目的な信頼と、父をはじめとする大人への反抗心が描かれ、また、黒マテリアすら欲しがるほどのマテリアへの執着を抱くなど全体的に危うい面を見せる。作中のキャラでも特にリアクションが大きい。乗り物酔い体質は健在だが、原作では酔わなかったバギーやタイニーブロンコでも苦しむなどより多く描写されている。
ケット・シー
声 - 石川英郎
身長は100㎝、血液型は不明。
ネコ型ぬいぐるみ占いロボット。愛くるしい姿と軽妙なトークで人気の、ゴールドソーサーのマスコットである。クラウド一行に興味を抱いて旅に同行する。独自のネットワークから神羅の情報を提供するが、原作よりも早い段階から神羅のスパイ疑惑を掛けられ、特にバレットからは常に疑いの目を向けられるも飄々とした態度でそれを躱している。今作ではデブモーグリは一部のシーンや戦闘中に呼び出す以外では登場せず、基本的に自身が行動する。原作同様にキーストーンを神羅に引き渡すが、今作におけるこの行動は古代種の神殿の危険性を考慮してクラウド一行の身を案じ、敢えて神羅に先んじさせるという意図による。原作のようにエルミナとマリンを人質という名目で保護する描写は無く、前述の件でクラウド達にも一度は裏切り者として見限られパーティーを抜ける。しかし神殿崩壊の際に駆け付け、その身を犠牲に一行の危機を救った後、原作同様に二号機が合流した。原作で語られた個々のケット・シーの人格については触れられず、あくまでオリジナルの人格は一つでボディはいくらでも替えが利くという設定になっている。
シド・ハイウインド
声 - 山路和弘
身長は181㎝、血液型はB型。
野良飛行機の凄腕パイロット。放置された飛行場跡を拠点に、愛機タイニーブロンコで運送業を営む。神羅には反感を抱くが当人は反神羅ではなく反権力だという。当初は運び屋としてクラウド一行を次なる大地に送り届けていたが、重量オーバーでタイニーブロンコが不時着して以降は船に改造したタイニーブロンコの操縦士として一行に同行する。今作では戦闘には参加しない。ロケット村は未登場なので深い掘り下げは無いものの、若手時代にイファルナと知り合っていた過去が語られる。原作ほどは露骨に年寄りぶった言動や態度は見せなくなっており、禁煙もしている。
ヴィンセント・ヴァレンタイン
声 - 鈴木省吾
身長は186㎝、血液型はA型。
贖罪と称し、神羅屋敷の地下洞窟にある棺桶で眠りについている人物。警備員を自称する。深紅のマントの下に獰猛な魔獣の因子を隠し持つ。一度はクラウド一行に神羅屋敷の調査を許すも、立入禁止区域に入りかけてしまったことでガリアンビーストに変身し、襲いかかってくる。その後はまた眠りに就くも、原作同様に思い直して一行に付いてくる。今作では戦闘に参加せず、古代種の神殿からの脱出時に一行を先導するなどの形で関わる。また、セフィロスとの因縁があることは明かすが、その詳細については語られず、ルクレツィアの名前もまだ出していない。また左手が義手になっているが詳細は不明である。

ザックス・フェア
声 - 鈴村健一
身長は185㎝、血液型はO型。
ソルジャー・クラス1stで、エアリスの初恋の相手。クラウドの親友のはずだがクラウド自身はそのことを覚えていない。本来は既に死亡しているが、前作の最終決戦でクラウド一行が「運命の壁」を越えたことで分岐した世界では神羅兵の猛攻を切り抜け、生存している。しかしそこは終末に向かう世界であり、クラウド以外のメンバーも全滅していた。唯一救出に成功したエアリスも目覚めず、意識の無いクラウドとエアリスを連れたままゲインズブール家に身を寄せ、二人の介護をしつつエルミナとマリンと過ごす日々を送る。今作では要所要所で並行世界のザックスを操作するパートが入る（このパートは本編の育成に関係しないので2周目からはスキップできるオプションが用意されている）。
セフィロス
声 - 森川智之
身長は195㎝、血液型はAB型。
5年前にニブルヘイムで死亡したはずの英雄で、伝説のソルジャー。神羅ビルに現れ、研究施設からジェノバの遺体を持ち去った。今作では何度もクラウドの精神に現れ、クラウドを翻弄し、精神的に追い詰めていく。また、現実においてもその圧倒的な強さを発揮し、原作では直接は見られなかったミドガルズオルムを串刺しにするシーンも描かれる。前作終盤で運命の番人たるフィーラーを取り込んだ事で、ジェノバ細胞を介さずにあらゆる世界・あらゆる場所への現出が可能になっている。前作から「星の命を繋ぐ」という目的が語られているが、その為ならあらゆるものを犠牲にすることも厭わず、エアリスには否定されていた。本作では更に世界を分岐させてからリユニオンさせ、星の糧とするという目的も加わっている他、本作の世界に対して「星が幾層に作られている」「終末の7秒前」と真実を知っている模様。
前作同様にラストボスを務めるが、今作では原作最終決戦における第一形態「リバース・セフィロス」の姿を早くも披露する。

### 神羅カンパニー
ルーファウス神羅
声 - 大川透
身長は183㎝、血液型はAB型。
神羅カンパニーの若き2代目社長。前作における父・プレジデント神羅の死亡を受け、社長に就任する。原作のような「恐怖で民を支配する」といった思想は見られず、父親が作りあげた悪しき慣習を断ち、神羅の再建を目指す。一方で自分でも認めるほど父へのコンプレックスを抱えており、それをグレン（セフィロス）に指摘される一幕もある。今作ではゴールドソーサーにて再びクラウドと相対し、周囲の反対を押し切って自ら勝負に乗り出すと言った一面が描かれる。
ハイデッカー
声 - 長克己
身長は190㎝、血液型はO型。
治安維持部門統括。この時期になると原作では失態を繰り返した所為でルーファウスからの冷遇が目立ったが、本作においてはユフィの攻撃から身を挺してルーファウスを庇うという功績を挙げるなど、両者の信頼が描かれている。
スカーレット
声 - 勝生真沙子
身長は169㎝、血液型はO型。
兵器開発部門総括。 鋭いヒールシューズに黒ストッキング、露出度の高い真っ赤なドレスを華麗に着こなし、美貌を保つことに余念がない。 原作同様にゴンガガ魔晄炉に姿を見せるものの、本作では『インターグレード』同様に機動兵器に乗って自ら戦闘を行う。先行して魔晄炉の様子を見に来たクラウド一行の男性陣と対峙し、バレットの銃撃も物ともしない機動力で翻弄しつつ丁度クラウドを襲った心身の異常で思うように動けない彼らをじわじわと追い詰めた。直後、駆け付けた女性陣の奇襲によって直接対決に持ち込まれ、「女の戦い」を繰り広げたが決着は付かなかった。原作同様に年増呼ばわりされ、表面上は気にしない大人の余裕を見せたものの実際は相当怒り心頭であったことが台詞から窺える。
リーブ
声 - 銀河万丈
身長は183㎝、血液型はA型。
都市開発部門総括。今作ではケット・シーの正体であると明言こそされないがストーリー上では示唆されている。ケット・シーが仲間になった後は「いい仕事を見つけた」と言いつつ鼻歌混じりにクラウド一行の手配書の写真を差し替えて彼らをアシストするが、ツォンには苦言を呈されている。
パルマー
声 - 龍田直樹
身長は160㎝、血液型はO型。
宇宙開発部門総括。今作では一時期タークスと行動を共にしていたが、ゴールドソーサーのホテルではケット・シーの根回しの所為でクラウド一行に部屋を取られてしまう。今作はロケット村が登場せず、クラウド一行とはダイン戦後に戦うが、原作のように本人が直接は戦わず機動兵器に搭乗して襲い掛かる。しかし当人の間抜けさが原因で兵器の性能を引き出しきれず、敗北を喫する。
宝条
声 - 千葉繁
身長は167㎝、血液型はO型。
科学部門総括のマッドサイエンティスト。原作でコスタ・デル・ソルのビーチでバカンスをしていたのは、今作では第八神羅丸襲撃事件における黒マントとモンスターの融合に興味を持って現地に向かったからとされている。原作ではビーチで特に問題を起こさなかったが、今作では実験と称して街中にモンスターを解き放つなどの凶行に走り、クラウド一行をも間接的に危機に追い込んでいる。また、『DC FFVII』同様にウェポンに対しての強い関心を持っていることが語られる。
ツォン
声 - 諏訪部順一
身長は183㎝、血液型はO型。
神羅カンパニーの総務部調査課タークスの主任。個性豊かな部下をプロフェッショナル集団としてまとめあげ、ルーファウスの右腕としても暗躍する。原作同様に古代種の神殿でセフィロスに貫かれるが、生死が曖昧なまま退場した原作と異なり、仲間に助けられて一命は取り留めていることが描写されている。
レノ
声 - 藤原啓治（※ライブラリ出演）
身長は179㎝、血液型はAB型。
タークスのメンバー。ミッドガルで負った怪我の療養が原作よりも長引いており、終盤まで登場しない。レノ役の藤原啓治は本作の収録前に逝去したが、野村哲也の希望によりシナリオ班と相談の上、生前に収録した音声を編集する形で続投している。そのため、セリフは少ない。
ルード
声 - 楠大典
身長は189㎝、血液型はB型。
タークスのメンバー。今作ではレノの代わりに配属された新人イリーナと黒マント追跡任務にあたる。原作と違ってレノの復帰が遅れるため長らくイリーナとコンビを組む形になるが、彼女とは今ひとつそりが合わず気苦労が絶えない。
イリーナ
声 - 豊口めぐみ
身長は165㎝、血液型はA型。
退職したシスネの後任、新人タークス。先輩のルードと共に黒マント追跡任務にあたる。格闘術と銃撃を織り交ぜた戦闘スタイルを得意とする。憧れのツォンに認められるべくやる気に満ちて任務に向かうも、それが空回りして失態を演じたり散々な目に遭う事が多い。終盤まで戦う機会が無かった原作と異なり、各所で何度もクラウド一行と衝突する。
ローチェ
声 - 三宅健太
異端のソルジャー3rd。前作以来、クラウドを「マイフレンド」と呼んで目をつけ、今作でも要所でバイクを用いた破天荒な振る舞いを見せる。しかし最終的に自ら宝条の実験体へと志願してジェノバ細胞を投与され、ニブルヘイムでクラウドとの最後の戦いを繰り広げた後に急速な劣化から「黒マント」の一人と化してしまう。
チャドリー
声 - 梅田修一朗
宝条の研究をサポートするために創られたサイボーグの少年。今作ではクラウドを追ってミッドガルを旅立ち、世界を知るべくクラウドに様々な協力を依頼する。フィールドの探索を進めることで彼の依頼が達成され、達成項目が埋められて報酬が獲得できるようになっている。
実は物理的肉体は現在も宝条が保管しており、その脳内を調べられる描写がある。
MAI（マイ）
声 - 石見舞菜香
チャドリーが開発したAIで、デザインはチャドリーを少女化したようなもの。ワールドエネミー討伐時の案内を担当する。実体は無く、端末内から案内を行う。

### 各地の人々
ブロード
声 - 藤真秀
本作の新キャラクター。カームの宿屋カーム・インのオーナー。元ソルジャーであり、神羅との確執からクラウド一行の逃亡に手を貸す。少し前から原因不明の体調不良に悩まされており、終盤には姿を消してしまう。
ダイン
声 - 津田健次郎
バレットの親友でマリンの実父。コレルの焼き討ちの際にバレットと共に片腕を撃ち抜かれ、左手を失い、崖から転落して生死不明になっていた。原作と異なり、コレルプリズンのボスではない。神羅への憎悪と狂気は原作以上に強く、ゴールドソーサーでは神羅兵ばかりか従業員や客も巻き込む無差別発砲事件を起こし、コレルプリズンで拘束されていた。バレットとの再会時にも、コレルが健在だった頃の記憶が混濁するなど正気を失っており、マリンの生存を知らされた際には自身の手が血塗れという事実から逆に絶望を強めてしまう。バレットと明確に和解することも無く、最期はバレットを狙っていた神羅兵と相討ちになり、彼に一生苦しむように言い残して息を引き取る。
ディオ
声 - 山寺宏一
ゴールドソーサーの園長。筋肉ムキムキで常にパンツ一枚の格好は原作を踏襲しつつ、マントとブーツを着用している。原作以上にノリが良く、ゴールドソーサー到達直後のクラウドと3Dバトラーでの勝負に興じた。無差別発砲事件の際にはクラウド一行に疑いの目を向けるも、原作のように問答無用でコレルプリズンに落としたりはせず、一日の猶予を与えて無実の証明を求めた。ダイン戦の後はクラウド一行の危機にバギーで駆け付け、謝罪と共にバギーを譲った。
シロン医師
声 - 横島亘
本作の新キャラクター。北コレルの医師で、バレットとも古い知り合い。持ち前の親切心と探究心から、集落に迷い込んだ黒マントを保護し、独自に研究を進めている。本作においてはセフィロスに斬られて瀕死の重傷を負ったティファを治療したことになっており、ティファからも恩人と見られている。
チトフ船長
声 - 小山剛志
本作の新キャラクター。連絡船第八神羅丸の船長。ジュノンとコスタ・デル・ソルを結ぶ定期船の運行に従事する。船内で開催される遊興イベントでは司会も務める。仕事ぶりは堅実で、船員からの信頼も厚い。また、見るからに怪しいクラウド一行や黒マントの集団をも条件付きで乗船を許可するなど寛容だが、乗客の安全を脅かすものには容赦せず、黒マントが怪物に変異する姿を見るや否や残った黒マントを射殺している。
ロドナー
声 - 五十嵐麗
本作の新キャラクター。アンダージュノンの警備主任と村長を兼任している中年女性。反神羅を公言して憚らず、当たりが強いながらもアンダージュノンに来たクラウド達を指名手配犯と知りつつ黙認する。コハダという愛犬を飼って大事にしている。また、サイドジュノンにディランという息子がいる。
プリシラ
声 - 太田梨香子
アンダージュノンで暮らすイルカと心を通わせる少女。クラウド一行がジュノンに上がる際にイルカの協力を提案した。原作においてボトムスウェルに襲われたり意識不明に陥る役割がユフィに移っており、あまり本筋には関わらなくなっている。また、アンダージュノンの子供達のお姉さん的存在になっており、原作よりも年齢が上がっている様子を窺わせる。これらに伴って原作のようにクラウドを「未来のお婿さん」と慕う描写も無くなっているが、ミニゲームのドルフィンスプリントでは良いプレイをすれば声援を送ってくれる。
グリングリン
声 - 白井悠介
チョコボファームを経営するグリンの孫。チョコボの飼育・管理を担当。原作に比べて年齢が高い印象であり、商売へのしたたかさは原作以上に描かれる。その一方で両親への言及や彼自身のチョコボへの情熱も描かれ、チョコボレース関連でも再登場する。
クリン
声 - 木村日翠
グリングリンの妹。チョコボショップ担当。兄の仕事も手伝っており、金儲けに走りがちな兄を心配しつつフォローしている。原作同様に心優しく温厚な性格で、礼儀正しく接する。
ロンリー・ゲス
声 - 佐藤せつじ
本作の新キャラクター。コレルプリズンのボス。原作のコーツに相当するキャラクターだが、派手な恰好とマシンガントークが特徴の別人物と化しており、性格は名前通り下衆。しかし妙なテンションながら頭は回り、ボスとしての風格も持っている。コレルプリズンを訪れたクラウド一行から女性陣とレッドXIIIを人質に取り、その解放とバレットの無実証明のためにクラウドにチョコボレースへの出場を要求する。
エスト
声 - 千本木彩花
チョコボレースのマネージャー。原作同様、レースに出場する事になったクラウド達のマネジメントを担当する。原作ではエプロンドレスのような服を着ており「恰好はヘン」と言われていたが、本作では配色が似たへそ出しの違う衣装になっている。頭のチョコボの羽飾りは健在。
レジー・ケーニギン
声 - 杉山里穂
本作の新キャラクター。カードゲーム「クイーンズ・ブラッド」の天才バウターであり、各地を転戦している少女。人を寄せ付けないストイックな雰囲気を持つが、無敵を自称する通りカードゲームでは無類の強さを誇り、第八神羅丸のクイーンズ・ブラッド大会では決勝の相手となる（勝てなくてもゲームは進行可能）。その後も「カード・カーニバル」でクラウドのペアを務めるなどで関わるも、実は「黒紅の女王」という呪われたカードに精神を蝕まれており、最後は「黒紅の女王」に身体を乗っ取られてしまう。クラウドらの活躍で解放された後は、本来の溌剌とした性格に戻る。
ジョニー
声 - 加瀬康之
スラム出身で口が軽いお調子者。前作で何度かクラウドと関わった後、ミッドガルを旅立つ。原作通りコスタ・デル・ソルに腰を落ち着けるが、本作では市長に騙されて借金を背負わされた挙句、ビーチから離れた最悪な立地の粗悪な建物をホテル「シーサイドジョニー」として経営させられている。宿泊先が無かったクラウド一行をホテルに泊めるが、立場上神羅に媚びへつらわざるを得ない状況からティファにも落胆される。しかしビーチでの戦いでは一念発起し、ユフィと協力してクラウド一行の危機を救う。その後はユフィの術の後遺症で残った分身と協力したりクラウドらの助力もあってホテルを改装し、客足も伸びるようになる。原作と異なり未だティファ一筋で恋人との同棲にも至っていないものの、彼に想いを寄せるジェニーという女性が登場し、ティファからジョニーの事を任されている。ザックスの並行世界にも避難民に混ざって僅かに登場している。
シスネ
声 - 中田あすみ
身長は171㎝、血液型はA型。
『BC FFVII』の主人公の一人。元タークスだが『CC FFVII』でのザックスの頼みでタークスを退職。ゴンガガに移住後、年団のリーダーを務めている。ゴンガガ内ではその経歴を知る者は誰もいないが、優れた戦闘能力とリーダーシップにより青年団を率いてモンスターに対処しており、信頼は厚い。クラウドを見た際には「知り合いに似ていた」と驚いている。本作にて料理が壊滅的に下手であることが判明し、普段の食事はフェア家で相伴に預かっているという。
ブーゲンハーゲン
声 - 多田野曜平
レッドXIIIから「じっちゃん」と慕われるコスモキャニオンの長老。完璧な導き手だった原作と比較すると、ティファの話を内心嘘を決めてかかる狭量な一面やそれを自認して顧みるなど、精神面での欠点や人間的な部分が強調されている。豊富な知識の持ち主という点に変わりは無く、今でも精力的にフィールドワークに取り組むと言った活動的な姿も描かれる。

### その他
ビッグス
声 - 阪口周平
アバランチのメンバー。七番街プレート落下事件で死亡したはずだったが、前作エンディングで生存が明かされていた。実は彼もザックス同様、本来の世界ではやはり死亡しており、生き延びたのはクラウド達が「運命の壁」を越えたことによって発生した分岐世界での話であった。ウェッジやジェシーはおろか、バレット達すらをも失い、指名手配されたことによる逃亡生活を続けながら、水面下で反神羅活動は続けている。しかし何故、自分だけが生き残ったのかについて苦悩し続けており、その最中にザックスと出会う。やがて自分は「置いて行かれただけ」だと考えて捨て鉢になるも、ザックスの言葉で思い直す。しかしそれがある行動へと繋がっていく。
マリン・ウォーレス
声 - 梅崎音羽
バレットの娘（養女）。今作では本来の世界においては登場せず、ザックスの並行世界でのみ登場。ゲインズブール家に身を寄せているが、父やティファが倒れたことを知らない。クラウドとエアリスを連れて来たザックスと過ごし、親しくなる。終盤には「エアリスが殺される未来」を見たと訴える。
エルミナ・ゲインズブール
声 - 高島雅羅
エアリスの養母。マリン同様、今作ではザックスの並行世界でのみ登場。エアリスとクラウドを保護していたザックスを家に招いた。当初はザックスにあまりいい感情を抱いていなかった様子だが次第に打ち解け、終盤にはいつの間にか彼がいる日々が当たり前になっていたと語る。
キリエ・カナン
声 - 上坂すみれ
ミッドガルでスリを働いていた少女。前作の一件以来、なんでも屋に憧れ、祖母への反発もあってミッドガルを出奔した。前作のような悪事こそ行わなくなったが、勝手になんでも屋を名乗って各地で仕事を請けては中途半端に投げ出して面倒事を招いており、その都度クラウド一行を使い走りにして振り回す。人の話をまるで聞かず、クラウドからなんでも屋をやめるように再三忠告を受けても無視し続けるなど、あまりの傍若無人ぶりからクラウド一行に辟易されるが、年齢や性格が近く親族への反発という点も共通するユフィだけにはある程度の共感を得ていた。ザックスの並行世界にも登場し、新生アバランチへの関心から旅立ちの準備をしていたようだが結局は人が集まらず、無関係を装って去って行った。
レズリー・カイル
声 - 畠中祐
前作で恋人の復讐のためにコルネオに近付いていた青年。今作でも恋人の行方を探していたが、コレルプリズンのビーストバトルグラウンドで「ミッドガルから流れ着いた女」が賞品になっていることを知り、恋人かもしれないと考えて出場するも敗北。再会したクラウド一行の尽力で「ミッドガルから流れ着いた女」は解放されるも別人であり、再び恋人を探して旅に出る。本作で恋人の名前が「マール」であることが判明した。
ギ・ナタタク
声 - 土師孝也
ギ族の長の亡霊。原作ではボスモンスターでしかなかったが、今作では戦闘後に再び現れ、クラウド一行をギ族の里へと誘う。
リメイクにおける設定では、黒マテリアはギ族が生み出したことになっている。別世界からの移住者であるギ族は死後もライフストリームに還れず、永劫の時を過ごすしかない。それ故に「無に帰る」形で苦しみを終わらせるべく黒マテリアを生み出したが、セトラに奪われたためにクラウド一行に奪還を依頼する。しかしその思想の危険性からクラウド一行も表面上は依頼を受けるが、例え黒マテリアを手に入れてもギ族には渡さないという方向性で動く事になる。サブクエストを進めると、レッドXIIIがギ族を救う別の方法を模索することを決意する。
ザンガン
声 - 藤岡弘、
ザンガン流格闘術の師範。ニブルヘイムに滞在した際、ティファに武術を教える。今作では格闘術を応用したザンガン流体操の普及にも取り組んでいる。ニブル事件の際には瀕死のティファを助け、シロン医師の元へ運んだ。以降の行方は不明。原作と異なり、ティファはザンガンに救われたことをはっきりと覚えている。
グレン・ロズブローク
声 - 濱野大輝
『FFVII EC』の登場人物。存在自体が抹消された「ソルジャー・クラスP0」で、ルーファウスに射殺されたらしいが何故か存命している。黒マントと同じ姿で現れ、ウータイの使者を名乗ってルーファウスにつきまとう。その正体は黒マントの一人が擬態したものであり、ルーファウスをセフィロスから引き剥がす目的でウータイとの戦争を引き起こすべく送り込まれた存在。グレンとしての言動や態度も全てセフィロスが演じていたもの。しかし何故グレンが擬態として選ばれたのか、そして本物のグレンの生死などの謎は作中ではいずれも闇の中である。
黒マントの男
各地に現れる黒いマントの人々。精神に異常をきたしており、常にうめき声やうわ言を発するのみで意思疎通は不可能。前作と違って各地に多数登場する。名前表示こそ原作同様の「黒マントの男」だが実際は男女関係なく存在し、作中でも「黒マント」としか呼ばれない。今作においては彼らの行く先にセフィロスが居ると考えられており、彼らの追跡がクラウド一行の旅の指針となっている。原作と異なり、早い段階で「神羅の実験の被害者」と判明し、クラウド一行からも同情の目を向けられる。また、ニブルヘイムは現在では彼らの療養所となっている。前作でもセフィロスの擬態に利用されたりジェノバモンスターに変異する姿が描かれたが、加えて今作ではモンスターと融合したり、死体が結合してジェノバモンスターと化すなどの描写がある。
フィーラー
前作から登場した運命の番人。前作では「本来あるべき運命（オリジナル版の展開と結末）」から外れつつある世界を元に戻そうとする存在とされていたが、前作ラストの戦いでセフィロスに取り込まれたことにより黒いフィーラーと白いフィーラーが出現するようになっている。前者はセフィロスの走狗で、セフィロスの思惑通りに運命を操作するべく使役されており、クラウド一行とは明確に敵対する存在である。後者は星の意思を司るフィーラーで、ウェポンと共にセフィロスや黒いフィーラーと敵対しており、終盤でクラウド一行の邪魔をするなど味方とは限らないものの敵とも限らず、最終決戦前には一行を回復してくれる。
今作では、フィーラーによる「運命の壁」を越えることで別の可能性の分岐世界（パラレルワールド）が発生するという事実が明らかになる。前作ラストのクラウド達の行動でも、アバランチが全滅してザックスやビッグスが生存する世界が生じている。しかしセフィロスによると分岐した世界には未来は無く、やがて元の世界とリユニオンするという。
ギルガメッシュ
声 - 中井和哉
隠しボス。隔絶された世界に飛ばされた際に源氏の楯以外の源氏の防具一式を失い、それによって記憶が欠落してしまう。クラウド達が「エンシェントマター」と称された源氏装備一式を回収した事で記憶を取り戻した後、クラウドを強者と判断しバスターソードを奪うべく戦いを挑んでくる。デザインは『FFV』に近く、同作のような少し間の抜けた言動は健在。

## 主題歌
『No Promises to Keep』
歌：ローレン・オルレッド 作詞：野島一成 作曲：植松伸夫

## 評価
ファミ通が発表しているパッケージ版初週売上は26万2656本で初登場1位を記録した。
2025年3月15日発表のKADOKAWA Game Linkage主催「ファミ通・電撃ゲームアワード2024」では、ゲーム・オブ・ザ・イヤーに輝いたほか、シナリオ部門、グラフィック部門、RPG部門を受賞。更に開発チームが「MVC 〜Most Valuable Creator〜」に選ばれたほか、エアリス・ゲインズブール役を演じた坂本真綾がボイスアクター部門、ティファ・ロックハートがキャラクター部門に選出され、計7冠を獲得した。

## 前作との戦闘関係の主な違い
（一部は前作インターグレードのユフィ編から存在する）
- 戦闘システムに「連携アビリティ」「連携アクション」が追加された。今作では物語進行により操作出来る仲間は７名となり、そのうち２人による連携技が追加され、前作より多様な技が用意されている。
- ガード時、敵の攻撃に併せてガード操作することで「ジャストガード」となり、通常ガードより被ダメージ減やＡＴＢ増加量増等の効果が得られる。
- リミット技のLv選択が、リミットレベルを上げる効果を持つ連携アビリティを使用することでその戦闘中に限りリミットLvが上がる仕様になった。これにより前作と異なり、予め設定した技を使用するのではなく、連携アビリティを駆使しリミットLvを上げるか、別の効果を持つ連携アビリティを使うかの選択が増え、伴って最大Lv3まであるリミット技のうち、下位のLv1やLv2の技も選択する意味がある仕様になっている。
- 各操作キャラクターはスキルブックという仕組みにより、必要なポイントを収集しスキル獲得に使用することが出来る。前作では同様のスキルは各操作キャラクターに数種類づつ用意された武器を成長させることでスキルを獲得する仕様で武器の変更に伴って各武器に属するスキル体系が入れ替わる仕様であったが、今作のスキルブックは各キャラクターに専属する仕様になった。これにより武器に付属するスキルは数種に留まり、武器変更によるキャラクター性能への影響は前作に比較して小さくなった。